# Diego Sánchez Pérez
Diego Sánchez Pérez (Avilés, 18 de julio de 2003) es un futbolista profesional español que juega como lateral izquierdo en el Real Sporting de Gijón de LaLiga Hypermotion.

## Trayectoria
Nacido en Avilés, se une a la Escuela de Fútbol de Mareo en 2011 a los 8 años de edad proveniente del Club Deportivo Los Campos. Debuta con el filial el 14 de febrero de 2021 al entrar como suplente en los minutos finales de una derrota por 0-1 frente al CD Lealtad en la Segunda División B. Además, su primer gol llega poco tiempo después, anotando un tanto el 16 de mayo en la victoria liguera por 3-1 frente al CD Guijuelo. El siguiente 23 de julio se oficializa su renovación con el club, ascendiendo definitivamente al filial.
Logra debutar con el primer equipo el 29 de mayo de 2022 al entrar como suplente en la segunda mitad en una derrota por 0-1 frente a la UD Las Palmas en la Segunda División.
Realiza la segunda parte de la pretemporada 2022-23 con el primer equipo y, tras la salida como cedido al Alcorcón de Pablo García, gana la partida a su compañero David Argüelles para ejercer de suplente de Cote. Juega su primer partido de la temporada en Ponferrada en la jornada 4 y, tras la lesión de Cote en la jornada posterior contra el Racing de Santander en El Molinón, es el elegido por Abelardo para sustituirlo en el once titular.

## Clubes
Actualizado al último partido disputado el 4 de noviembre de 2023.
| Club                   | País   | Año       | Partidos | Goles |
| ---------------------- | ------ | --------- | -------- | ----- |
| Sporting de Gijón "B"  | España | 2021-act. | 44       | 2     |
| Real Sporting de Gijón | España | 2022-act. | 27       | 1     |